# Jaecoo J7
Jaecoo J7 (Джейку Джей 7, також відомий як Jaecoo 7) ― компактний кросовер, що виробляється компанією Chery з 2023 року. 
За межами Китаю автомобіль продається під брендом Jaecoo як перший продукт. Він доступний як у бензиновому варіанті, так і в плагін-гібридному.
У Китаї він продається як Chery Tansuo 06. З 2024 року він також продається як Chery Fulwin T6 (тільки плагін-гібрид) і Chery Tiggo 7 High Energy.

## Опис
Вперше автомобіль був представлений на виставці Auto Shanghai 2023 як прототип Chery TJ-1 C-DM. У продаж у Китаї він надійшов у серпні 2023 року як Chery Tansuo 06.

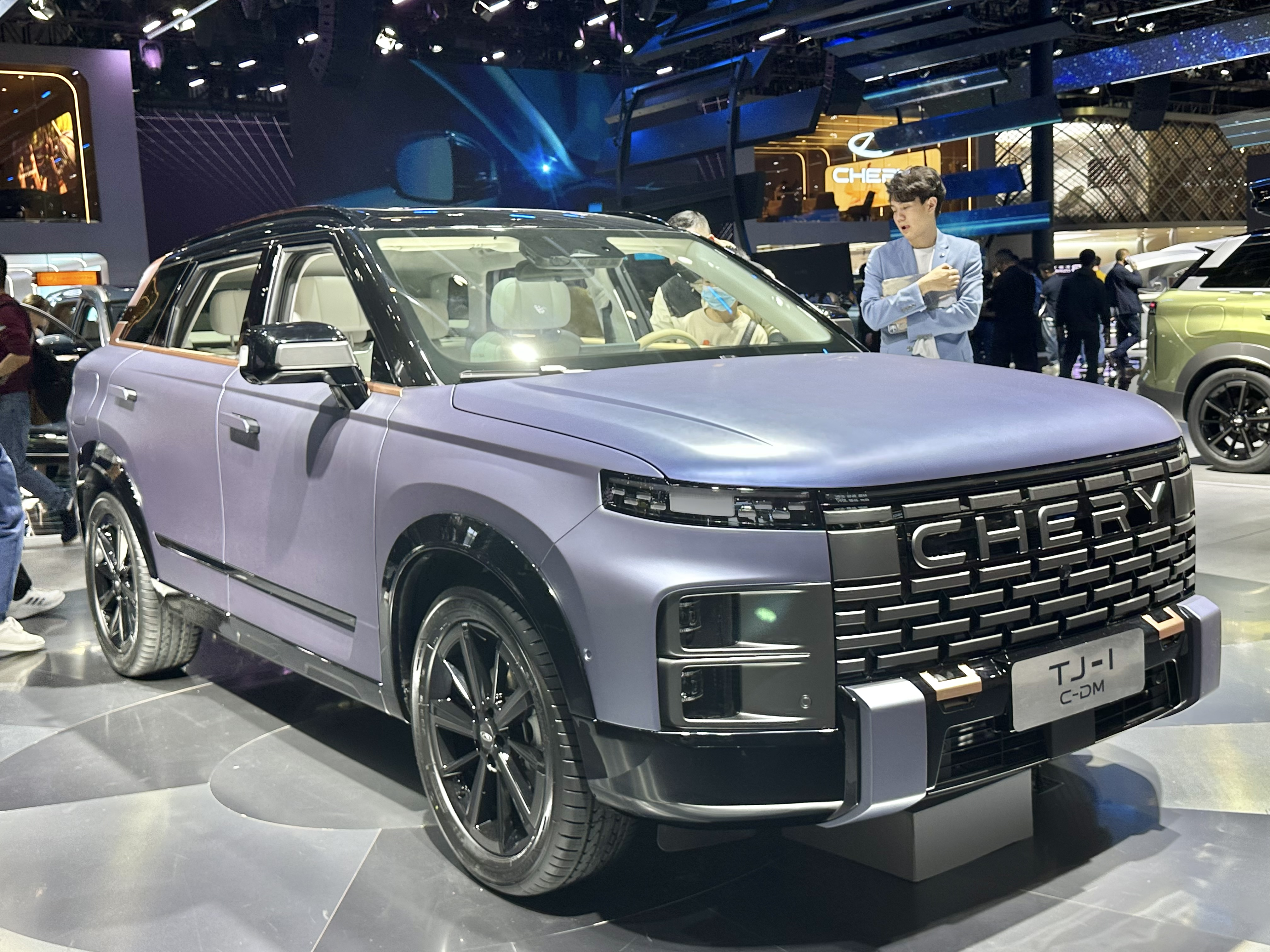
Chery TJ-1 C-DM
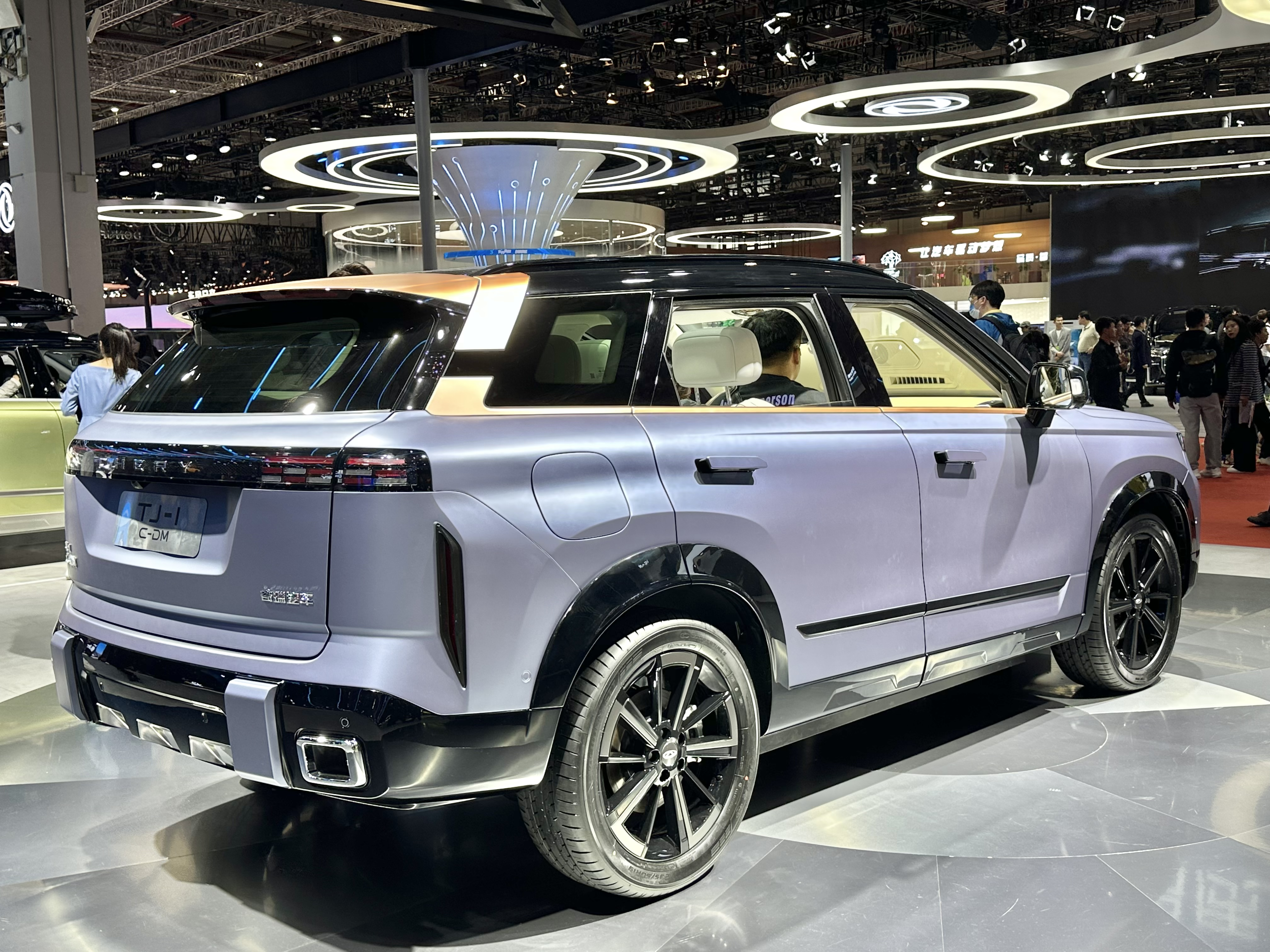

Автомобіль оснащується 1,6-літровим бензиновим двигуном з турбонаддувом, що працює в парі з 7-ступінчастою коробкою передач з подвійним зчепленням. Доступний повний привід
З 2024 року доступна передньопривідна гібридна версія з 1,5-літровим турбодвигуном, яка продається як C-DM (Chery Dual Mode) в Китаї та як SHS (Super Hybrid System) за межами Китаю.
Інтер'єр доступний у чорно-білому кольорі з мінімальною кількістю фізичних кнопок, прямокутною панеллю приладів, 14,8-дюймовим сенсорним екраном, головним дисплеєм і бездротовим зарядним пристроєм. 

Екран інформаційно-розважальної системи працює на базі чіпа Qualcomm 8155 і підтримує функцію FOTA, розпізнавання обличчя та систему допомоги водієві рівня 2+.

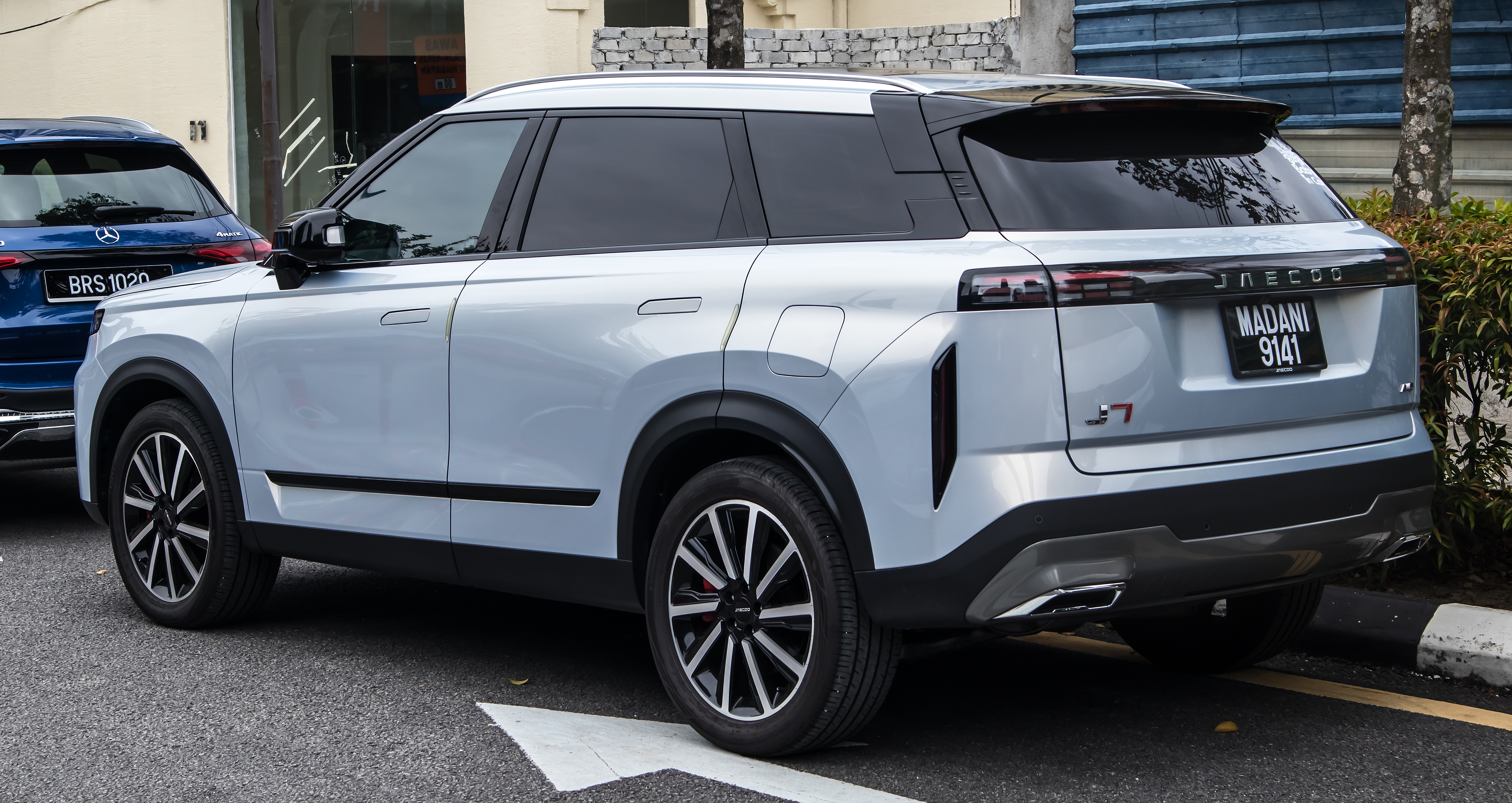
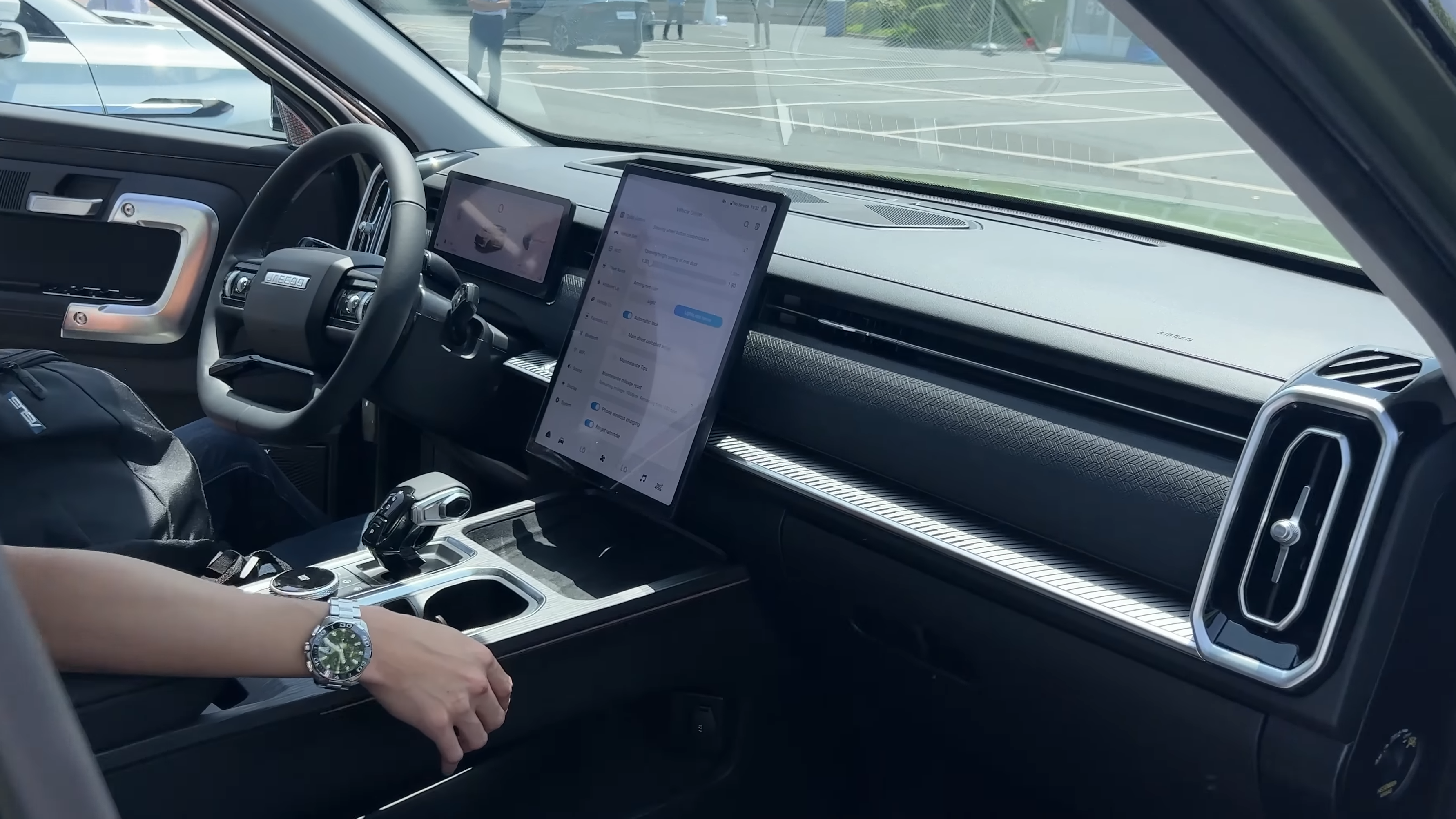

## Безпека
В 2025 році Jaecoo J7 отримав 5-зірковий рейтинг Euro NCAP.

## Двигуни
- Бензин:
- 1.6 л Kunpeng SQRF4J16 turbo I4
- Плагін-гібрид:
- 1,5 л турбо SQRH4J15 I4

## Продажі

### Китай
| Рік  | Tansuo 06 | Tansuo 06 C-DM | Fulwin T6 | Tiggo 7 High Energy           |
| ---- | --------- | -------------- | --------- | ----------------------------- |
| 2023 | 11 137    |                |           |                               |
| 2024 | 21 456    | 2292           | Невідомо  | Невідомо, об'єднано з Tiggo 7 |

### За межами Китаю
| Рік  | Jaecoo J7 |
| Рік  | Малайзія  |
| ---- | --------- |
| 2024 | 7041      |